# Stefan Tilch
Stefan Tilch (* 2. Januar 1968 in Passau) ist ein deutscher Theaterleiter, Regisseur, Autor, Übersetzer und Filmemacher.
Tilch studierte in München Theaterwissenschaft, Musikwissenschaft und italienische Philologie. Von 1995 bis 2002 war er Spielleiter an der Bayerischen Staatsoper in München. Er ist seit August 2002 Intendant des Landestheaters Niederbayern mit festen Spielstätten in Landshut, Passau und Straubing. Er inszenierte u. a. in München (Bayerische Staatsoper), an der Oper Dortmund, dem Pfalztheater Kaiserslautern, dem Tiroler Landestheater Innsbruck, den Luisenburg-Festspielen Wunsiedel oder den Opernfestspielen von Heidenheim und Gut Immling. Seit 2013 leitet er auch das Festspiel der Landshuter Hochzeit.
Beachtung fanden seine Interpretationen von Georg Friedrich Händels Acis and Galatea im Münchner Cuvilles-Theater in der Spielzeit 2001/02, L’Ormindo (2002) an der Oper Dortmund, Der fliegende Holländer (2010) sowie Eugen Onegin (2016) am Pfalztheater Kaiserslautern. Tilch erweiterte das Repertoire am Landestheater Niederbayern durch eigene Inszenierungen von Wagners Ring des Nibelungen (2019–23), Tristan und Isolde (2016), dem Rosenkavalier von Richard Strauss (2003 und 2017) sowie der Oper Die tote Stadt von Erich Wolfgang Korngold (2009).
Tilch gilt auch als Entdecker verschollener bzw. selten gespielter Raritäten. Im Bereich der Oper inszenierte er u. a. Francesca da Rimini von Ricardo Zandonai (2006), La Rondine von Giacomo Puccini (2007), Adriana Levouvreur von Franceso Cilea (2011), im Schauspiel das Drama Die tote Stadt von Gabriele d’Annunzio (2003) sowie die Musicals Spamalot (20012) und die deutsche Erstaufführung von Frauen am Rande des Nervenzusammenbruchs (2013).
In seinem Bemühen, die künstlerische Qualität eines relativ kleinen Hauses zu heben, holte er auch namhafte Regisseure, Bühnen- und Kostümbildner nach Passau und Landshut, etwa Jonathan Lunn, Ultz, Gottfried Pilz, Pet Halmen, Roland Schwab, Axel Köhler, Herbert Kapplmüller, Antony McDonald und Wolfgang Maria Bauer.
Als Bühnenautor verfasste er die Komödien Quetzaltenango, Niederbayern (2010) und Sahneschnitte (2024), sowie für die Italo-Pop-Band I dolci Signori die sehr erfolgreichen Musicals Azzurro (2017), AzzurroDue (2020) und AzzurroTre (2025). Zusammen mit dem Komponisten Peter WesenAuer schrieb er die Oper April – Die Geschichte einer Liebe (2024) nach einer Novelle von Joseph Roth. Er erstellte deutsche Übersetzungen der Opern Die seidene Leiter (1999) von Gioachino Rossini, Così fan tutte (1999) von Wolfgang Amadeus Mozart, sowie der Stücke Die tote Stadt (2002) von Gabriele d’Annunzio und Der Lügner (2010) von Carlo Goldoni.
Als Filmemacher gewann er für den Kurzfilm Der Lügner (1995) u. a. den Bayerischen Jugendfilmpreis sowie den Golden Night beim Filmfestival von Malta. Die beiden Filme Pain au chocolat (1999) und Prélude (1996), bei denen er als Co-Drehbuchautor mitwirkte, wurden mit Prädikat wertvoll ausgezeichnet. 2021 schuf er zusammen mit Wolfgang Maria Bauer den Spielfilm Die Ehe des Herrn Bolwieser nach dem Roman von Oskar Maria Graf.